# Бондарюк, Георгий Макарович
Георгий Макарович Бондарюк (1902—1938) — советский комбриг, командир 101-й авиационной бригады Забайкальского военного округа.

## Биография
Родился в 1908 году в Севастополе в семье рабочего Макара Трофимовича и его жены — Анны Борисовны, у которых было пятеро детей. Брат — Бондарюк, Михаил Макарович, советский учёный, конструктор авиационных и ракетных двигателей.
В 1903 году семья переехала в Москву. В 1914 году Георгий окончил городское начальное училище, затем ремесленное училище и до 1918 года работал подручным слесаря и слесарем в Дорогомиловских механических мастерских. С 1918 года служил в РККА. Член ВКП(б)/КПСС с 1919 года.
Учился в Качинской авиашколе. Служил на Дальнем Востоке. Был командиром отряда особого назначения — 19-го Отдельного авиационного отряда ВВС РККА «Дальневосточный ультиматум» и командиром 101-й авиационной бригады Забайкальского военного округа. Комбриг с 28 ноября 1935 года.
Был арестован 3 сентября 1937 года и осуждён к высшей мере наказания 2 октября 1938 года. Реабилитирован 27 июня 1956 года. Был женат.

## Награды
- Награждён двумя орденами Красного Знамени (приказ № 773, 1925 год и приказ № 154, 1930 год)[3] и знаком «Воину Красной Гвардии и Красному партизану».